# Blossfeldia liliputana
Blossfeldia liliputana je vrsta kaktusa, ki raste v severni Argentini in Boliviji na nadmorski višini 1200 do 3500 metrov. Najpogosteje raste na skalnih pobočjih v razpokah, večinoma na senčnih straneh, kjer je dovolj vlage. Je znan kot najmanjši kaktus na svetu, ker zraste le do 12 mm v premeru. Starejše rastline se razrastejo v skupine.
Vrstno ime kaktusa izhaja po liliputancih, malih bitjih iz pravljične dežele Liliput v romanu Guliverjeva potovanja.

## Gojenje
Vzgoja Blossfeldia liliputana je sicer nezahtevna, vendar specifična. Rastlina potrebuje prepusten ilovnat substrat, najbolje pa uspeva v polsenci. Poleti potrebuje bolj ali manj stalno vlažnost substrata, zalije pa se lahko tudi pozimi. Večina rastlin, vzgojenih iz semena, je samoplodna. Sejanci dosežejo cvetno velikost v slabih desetih letih.

## Varietete
- Blossfeldia liliputana var. alba n.n. cat. Cactus Heaven
- Blossfeldia liliputana var. atroviridis (F. Ritter) Krainz, Kakteen, 63: CVIe, 1975
- Blossfeldia liliputana var. caineana n.n.
- Blossfeldia liliputana var. campaniflora (Backeberg) Krainz. Kakteen. 63: CVle 1975
- Blossfeldia liliputana var. fechseri (Backeberg) F. Ritter Kakteen in Südamerika, 2: 435, brez cit. basionima: 1980
- Blossfeldia liliputana var. formosa F. Ritter, Kakteen in Südamerika, 2: 435: 1980
- Blossfeldia liliputana var. pedicellata (F. Ritter) Krainz, Kakteen, 63: CVIe: 1975
- Blossfeldia liliputana var. rubrosepala n.n.

## Sinonimi
- Blossfeldia alba n.n. cat. Mesa Garden 2000
- Blossfeldia atroviridis F. Ritter Succulenta, 1965, 23., 1965
- Blossfeldia atroviridis var. intermedia F. Ritter Kakteen in Sudamerika 2: 551	1980
- Blossfeldia campaniflora Backeberg Cactus and Succulent Journal of Great Britain 21: 32	1959
- Blossfeldia cyathiformis F. Ritter
- Blossfeldia decomposita (H. Christ) L. D. Gomez Brenesia no. 12/13: 72. 1977
- Blossfeldia fechseri Backeberg Die Cactaceae 6: 3909 1962
- Blossfeldia floccosa cat. Cactus Heaven 2000
- Blossfeldia grandiflora cat. Cactus Heaven 2000
- Blossfeldia lindeniana (Hook.) R. M. Tryon, Contr. Gray Herb. no. 191: 99. 1962
- Blossfeldia lindeniana var. decomposita (H. Christ) Lellinger, Amer. Fern J. 40: 58. 1977
- Blossfeldia minima F. Ritter Kakt. in Suedam. 2, 525-553: 1980
- Blossfeldia mizqueana n.n.
- Blossfeldia pedicellata P. F. Ritter, Succulenta, 1965, 23.: 1965
- Blossfeldia subterranea n.n. Cat. K. Knize 1990
- Blossfeldia sucrensis cat. Rowland 2000
- Blossfeldia tominense n.n.
- Blossfeldia vallegrandensis n.n.

Kot sinonime obravnavajo znanstveniki tudi vse varietete te vrste.